# ناتالیا هوبا
ناتالیا هوبا (انگلیسی: Nataliya Huba؛ زادهٔ ۱۱ مارس ۱۹۷۸) ورزشکار روئینگ اهل اوکراین است.وی همچنین از قایقرانان روئینگ بازی‌های المپیک تابستانی ۲۰۰۴ بوده است.

## زندگی
هوبا در دنیپرو زاده شد.